# Cor postal
Pour les articles homonymes, voir cor (musique).
Le cor postal, ou cor de postillon, ou cornet postal est un instrument de musique utilisé par certains porteurs de courrier. Ils signalaient ainsi leur arrivée et leur départ d'un lieu pour que les destinataires et les expéditeurs de lettres puissent venir à leur rencontre et leur approche d'un relais de poste pour qu'on prépare les chevaux.

## Histoire
Le cor fut utilisé dès l'Antiquité comme instrument d'alerte. On en trouve mention dans la Bible.
En Europe et au Moyen Âge, les bouviers (ou bouchers), qui emmènent le bétail de place en place et acceptent d'ailleurs de se charger du courrier des particuliers, l'utilisent pour alerter la population de leur venue.
Au XVIe siècle, les messagers de la famille de Tour et Tassis sont également munis de cet instrument qui permet de signaler leur arrivée aux maîtres de poste pour que le service soit effectué sans retard, mais qui sert aussi d'avertisseur dans les passages délicats et qui est utilisé pour obtenir, le soir ou la nuit, l'ouverture des portes des villes.
L'usage (règlementé) du cor postal se répand et perdure jusqu'au XIXe siècle, dans les pays continentaux européens comme en Angleterre.  Le cornet est utilisé par les messagers à cheval mais aussi par les postillons qui mènent les voitures postales (malles-poste ou mail coaches).

## Répertoire
L'emploi du cor de postillon dans l'orchestre est plutôt anecdotique. La sérénade KV 320 Posthorn (1779) de Wolfgang Amadeus Mozart, la synfonia alla posta (1779) de Johann Friedrich Grenser, le début de la symphonie n° 31 (1765) de Haydn, la Contredanse en ut majeur WoO 8 (1795) de Beethoven et la Symphonie n° 3 (trio du 3e mouvement,  1895-1896) de Mahler en sont quelques rares exemples.

## Iconographie
L'instrument est le symbole du système postal et se retrouve – plus ou moins stylisé en fonction des époques – sur les insignes d'uniformes, sur les boîtes aux lettres, sur les logotypes de nombreuses administrations postales comme l'ancienne Reichspost ou la Deutsche Post.
En Norvège, le timbre-poste au type Cor postal est la série d'usage courant qui a la plus grande longévité au monde. L'illustration d'un cor couronné sert depuis le 22 décembre 1871.
On retrouve aussi en Suisse le cor postal comme logotype de CarPostal et anciennement des PTT.